# Epidendrum avicula
Epidendrum avicula es una especie de orquídea epífita del género Epidendrum.

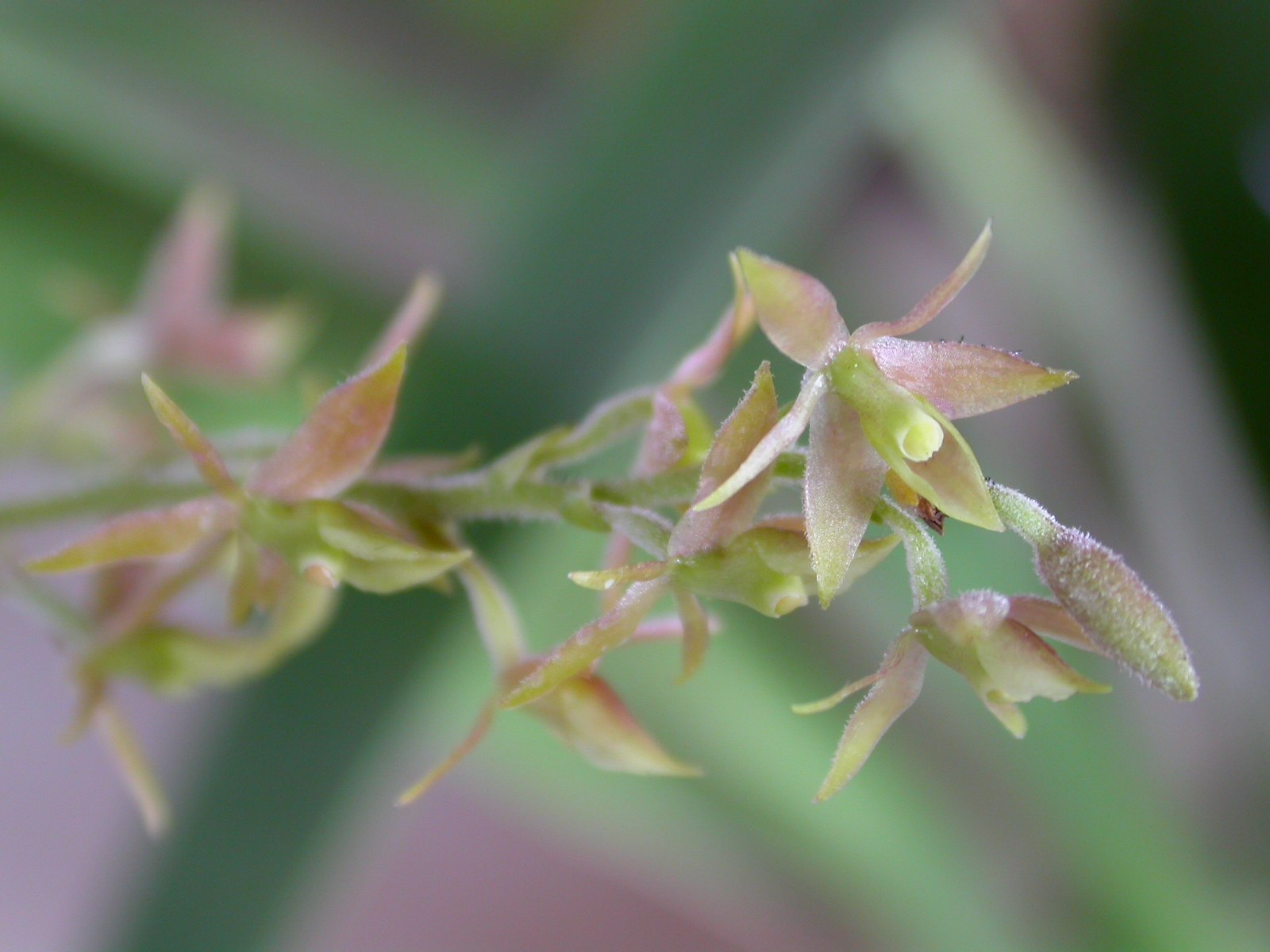
Detalle de la flor.

## Descripción
Es una pequeña orquídea rastrera con hábitos de epífita, con tallos gruesos envueltos por vainas imbricadas dísticas, con una o dos, hojas oblongo-elípticas, agudas y basales que produce en la primavera y el otoño y surge con un nuevo crecimiento en una inflorescencia corta apical, de 6 a 12 cm de altura, racemosa con varias a muchas flores.

## Distribución
Se encuentra en el Amazonas de Brasil, Bolivia y Perú en bosques húmedos montanos a una altitud de alrededor de 500 a 1450 metros y que necesitan sombra y agua durante su crecimiento y más luz y menos agua después de la floración.

## Taxonomía
Epidendrum avicula fue descrita por John Lindley y publicado en Journal of Botany, being a second series of the Botanical Miscellany 3: 85. 1841.
Etimología
Ver: Epidendrum
avicula: epíteto latino que significa "pequeña ave".
Sinonimia
- Lanium avicula (Lindl.) Benth.
- Lanium avicula var. longifolia Cogn.
- Lanium avicula var. subteretifolia Hoehne
- Lanium ecuadorense Schltr.[4][5]